# El Faid
El Faid (en àrab الفيض, al-Fayḍ; en amazic ⵍⴼⵉⴹ) és una comuna rural de la província de Taroudant, a la regió de Souss-Massa, al Marroc. Segons el cens de 2014 tenia una població total de 12.011 persones.